# Higashi Nihon Immigration Center
Higashi Nihon Immigration Center ist ein Abschiebegefängnis in Ushiku, Japan. Japan besitzt insgesamt drei Abschiebegefängnisse. Es liegt etwa 50 Kilometer nordöstlich von Tokio. Das Abschiebegefängnis eröffnete 1993, um das Abschiebegefängnis in Yokohama zu entlasten.

## Kapazitäten
Das Higashi Nihon Immigration Center umfasst eine Gesamtkapazität von 400 Personen. 2020 waren 70 % davon belegt. Bis zu fünf Personen teilen sich über Jahre eine Zelle von 15 m². Im Schnitt bleiben Asylbewerber 2 Jahre in Abschiebehaft. Um Selbstmord vorzubeugen, sind die Räume in der Haftanstalt so gebaut, dass keine Laken aufgehängt werden können und Duschköpfe fest montiert sind. Es gibt einen sogenannten Erholungsraum für Einzelpersonen, welcher mit einer Überwachungskamera ausgestattet ist.

## Freilassungen im Rahmen der Covid-19-Pandemie
Im Rahmen der COVID-19-Pandemie wurden 20 der Geflüchteten aus ihrer Haft entlassen. Dies sei nicht neu, man wolle den Personen mehr Flexibilität einräumen. Aktivisten fordern, die medizinische Versorgung zu verbessern, um im Falle einer Ausbreitung eine angemessene medizinische Behandlung der Inhaftierten in Bezug auf COVID-19 sicherstellen zu können. Auch Amnesty International kritisierte die Inhaftierungen im Rahmen der COVID-19-Pandemie, da die meisten Ländergrenzen ohnehin geschlossen seien, um die Verbreitung des Virus einzudämmen.

## Kritik
Japan habe sehr restriktive Einwanderungsgesetze. Aktivisten und die Vereinten Nationen haben 2018 die ihrer Meinung nach drakonische Einwanderungspolitik Japans kritisiert, einschließlich der Inhaftierung von Geflüchteten für längere Zeiträume. Das japanische Einwanderungssystem verstoße damit gegen das internationale Menschenrechtsgesetz, indem es Ausländer festnehme, die ihr Visum für längere Zeit illegal überschritten hätten. Die japanische Regierung weigere sich, Geflüchtete in relevanter Zahl aufzunehmen. Eine Aufenthalts- und Arbeitserlaubnis sei äußerst selten. Zugleich suche Japan händeringend ausländische Arbeitskräfte für unterschiedlichste Branchen. Immer wieder gehen hunderte Antragsteller in Hungerstreik, um auf die schlechten Bedingungen im Gefängnis aufmerksam zu machen. Im Jahr 2018 gingen von 330 Insassen 100 in den Hungerstreik. Seit 2006 haben 14 Personen im Higashi Nihon Immigration Center Selbstmord begangen. Um Selbstmorden durch Hungerstreik vorzubeugen, verspreche man den Geflüchteten, sie dürften einige Tage raus, sofern sie Nahrung zu sich nehmen. Die Leiterin der Ausländerbehörde, Shoko Sasaki, räumt ein, dass die ärztliche Versorgung nicht so gegeben sei, wie sie sein sollte. Japan ist der fünftgrößte Geldgeber für das Flüchtlingshilfswerk der Vereinten Nationen. 2014 starb ein 43-jähriger Kameruner trotz Kameraüberwachung im sogenannten Erholungsraum an den Folgen von Diabetes und weiteren nicht behandelten Symptomen wie Atemnot und Muskelschwäche.